# Lingebrug
De Lingebrug in Geldermalsen (Gelderland) is een brug over de rivier de Linge. De Lingebrug is de middelste en belangrijkste brug over de Linge in Geldermalsen. Ten westen ligt de spoorbrug tussen Tricht en Geldermalsen en ten oosten ligt de Julianabrug, die Buren met Geldermalsen verbindt.
Over de brug loopt de Rijksstraatweg (N833). Deze weg verbindt Culemborg en Buurmalsen met Geldermalsen en is gebouwd in 1940, als vervanging van een oudere ophaalbrug. Omdat in deze periode de Rijksstraatweg de belangrijkste verbindingsroute tussen Utrecht en 's-Hertogenbosch was en de oude ophaalbrug te smal was voor het toenemende verkeer, moest er een nieuwe brug komen. Dit werd een vaste brug, die dus hoger moest worden dan de oude ophaalbrug. De oprit naar de brug werd verlengd. Daarnaast werd de Linge verlegd en kwam de brug een stuk te noorden van de oude brug te liggen. De oude Lingeloop werd omgevormd tot jachthaven.
In 2015, tijdens werkzaamheden direct ten zuiden van de brug, werd een deel van de oude ophaalbrug teruggevonden. Deze brugpijlers zijn gerestaureerd en hebben nu een plaats gekregen in het naastgelegen Lingepark.
In 2016 en 2017 is de brug grondig gerestaureerd. Hierbij heeft de brug zijn oorspronkelijke witte kleur weer teruggekregen. De brug was daarvoor namelijk lange tijd vervaald en had een onverzorgde uitstraling. Als 1-aprilgrap werd in april 2016 levensgroot de tekst 1 april op de brug geschilderd.